# Roberto Merino
Roberto Merino Ramirez (ur. 19 maja 1982 w Chiclayo) – peruwiański piłkarz, występujący na pozycji pomocnika w klubie Juan Aurich. Ze względu na świetne wyszkolenie techniczne nazywany jest "Il Mago" (Czarodziej) oraz "Maradona delle Ande" (Maradona z Andów). Posiada również obywatelstwo hiszpańskie.

## Kariera klubowa
Jako bardzo młody chłopak został dostrzeżony przez scoutów FC Barcelona. Następnie zagościł w młodzieżówce RCD Mallorca. W sezonie 2003–2004 przeniósł się do grających wówczas w Segunda División rezerw Málaga CF i stał się tam podstawowym graczem. Kolejnym klubem w karierze Peruwiańczyka było szwajcarskie Servette FC, gdzie jednak z powodu poważnych kłopotów finansowych klubu zabawił tylko do końca sezonu. Następnie czekał go powrót na zaplecze hiszpańskiej Primera División, konkretnie do Ciudad de Murcia, gdzie jednak zaliczył fatalny sezon, który zakończył z siedmioma ligowymi występami. W sezonie 2005–2006 przeniósł się do Grecji i podpisał kontrakt z klubem APO Akratitos Tam również mu się nie powiodło i w styczniu 2006 za 89.000 £ kupił go drugoligowy Atromitos. Dwuletni okres w tamtejszym klubie może uznać za udany, jednak po sezonie 2007–2008 działacze nie zdecydowali się na podpisanie z nim kontraktu i został zwolniony na wolny transfer. Wtedy z propozycją wyszli działacze Juve Stabia i zawodnik był bliski podpisania kontraktu, lecz ostatecznie z tego zrezygnował.
W lutym 2009 związał się trzyletnią umową z włoską Salernitaną.
W czerwcu 2009 pojawiło się wiele spekulacji transferowych na jego temat. Według doniesień prasowych jego kupnem poważnie zainteresowane były takie kluby jak Manchester City, ACF Fiorentina, US Palermo, czy meksykańskie Cruz Azul.
W 2011 został wypożyczony do kuwejckiego klubu Al-Nasr, ale spędził w nim tylko jeden miesiąc. Następnie występował przez pół roku w peruwiańskim Unión Comercio. Później przeszedł do Juan Aurich, skąd został wypożyczony do włoskiego Nocerina. Po sezonie w Deportes Tolima powrócił do Juan Aurich.

## Kariera reprezentacyjna
W 2000 roku został powołany do Reprezentacji Hiszpanii U-18 i rozegrał jedno spotkanie.
W reprezentacji Peru zadebiutował 7 czerwca 2009 w meczu przeciwko Ekwadorowi (1-2) w ramach eliminacji do MŚ RPA 2010.